# Ордино
Ордино (кат. Ordino) — одна из семи паррокий Андорры. Ордино — самый северный округ в Княжестве Андорра. Расположена на северо-западе страны.

## Населённые пункты общины
| № | Населённые пункты | Население, чел. (2012) |
| - | ----------------- | ---------------------- |
| 1 | Ансалонга         | 55                     |
| 2 | Аранс             | 231                    |
| 3 | Эль-Серрат        | 153                    |
| 4 | Ла-Кортинада      | 743                    |
| 5 | Льортс            | 154                    |
| 6 | Ордино            | 2853                   |
| 7 | Сегудет           | 44                     |
| 8 | Сорнас            | 184                    |

## Достопримечательности Ордино
Достопримечательностью Ордино является Свято-Георгиевский музей православной иконы, в котором собрано около ста русских, греческих и болгарских икон XVI—XIX веков. Кроме этого, в музее имеется библиотека и видеосюжеты из мест, откуда были привезены иконы, а также фотографии православных соборов и церквей.
Представляет интерес Музей Микроминиатюр с шедеврами украинского мастера Николая Сядристого, которые видны только под микроскопом, а также Музей архитектурных миниатюр с макетами самых значительных построек Андорры.
В Ордино также функционирует этнографический музей д’Арени и Пландолит, представляющий собой наследственный дом династии Арени Пландолит (1633 г.) с экспозицией, посвященной самым известным и авторитетным людям Андорры.

## Спорт
В Ордино находится тренировочное поле Футбольной федерации Андорры «Камп д'Эспортс д'Ордино» на котором проходят игры второго дивизиона Андорры. Также тут базируется одноимённая команда, которая выступает в чемпионате Андорры.